# Refúgio Astrônomo Cruls
O Refúgio Astrônomo Cruls, é um acampamento brasileiro de verão na Antártida, nomeado em homenagem ao astrônomo Luís Cruls, que em 1882 conduziu a expedição à Punta Arenas (Chile), para observar o trânsito de Vênus pelo disco do Sol. A estrutura inaugurada em 25 de janeiro de 1985, está situada na Ilha Nelson, a sudoeste da Ilha Rei George, Ilhas Shetland do Sul na Antártida.
O refúgio, que pode acomodar até seis pesquisadores para até 40 dias, depende tanto logisticamente e administrativamente da Estação Comandante Ferraz, juntamente com o Refúgio Emílio Goeldi, localizado na Ilha Elefante, constituem a infra-estrutura para apoiar o programa Antártico Brasileiro na Antártida.

## Refúgios
Próximo a estação estão localizadas várias pequenas estruturas que dependem administrativamente e logisticamente da base principal:
- Refúgio Astrônomo Cruls.
- Refúgio Emílio Goeldi.
- Refúgio Engenheiro Wiltgen (desativado).
- Refúgio Pe. Balduino Rambo (desativado).